# كويكب نوع-E

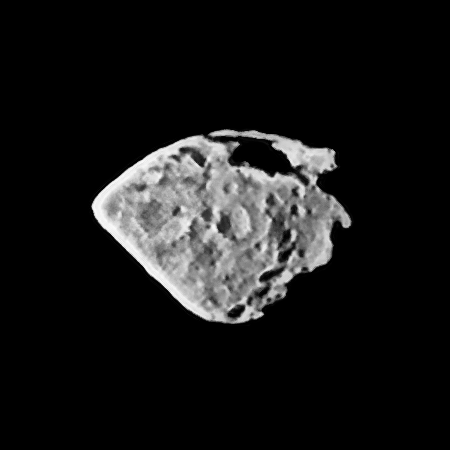
الكويكب 2867 شتاينس

كويكب من النوع إي أو (E-type) , هو كويكب يعتقد أنه يحوي على إنستاتيتات لا مائية كوندريتية (MgSiO3) في سطحه , هذا النوع يشكل نسبة عالية عبر مجموعة عميقة في حزام الكويكبات تعرف بـكويكبات هنغاريا, لكن وبشكل غير متوقع تم اكتشاف أن كمياتها قليلة للغاية بعدما تم فهم حزام الكويكبات بشكل أفضل , على أية حال هذا النوع بعيد بعض الشيء عن الحافة الداخلية لحزام الكويكبات , مثل أنجلينا 64 , يعتقد بأنها تشكلت من غطاء ذو انخفاض عالي من الكويكبات المتمايزة.

## هيئة الكويكب
الكويكب من النوع أي ذو بياض عالي يبلغ 0.3 أو أكثر , مما يميزه عن الأنواع الأكثر وفرة منها كالكويكبات من كويكب نوع-M، طيفها ساكن محمر مسطح، غالباً بسبب أنها تشكلت من حافة جسم أكبر عوضاً عن مركز هذا الجسم , جميع الكويكبات من هذا النوع صغيرة ما عدا ثلاثة كويكبات قطرها أكبر من 50 كيلومتر (نيشا 44 , باندورا 55 , أنجلينا 64) أما البقية فهي أقل من 25 كيلومتر.
هذا النوع قد يكون مرتبطاً بالنوع إكس إي في تصنيف سماس.

## الحزام إي
يعتقد أن الكويكبات من النوع إي هي بقايا عائلة هنغاريا , وهي مجموعة من الكويكبات المفترضة لها حزام خاص بها , التسبب في تشتيت معظم حزام بي المفترض كان بسبب هجرة عكسية للغازيات الضخمة الخاصة بالمجموعة الشمسية , بناء على محاكيات حديثة أجرتها مجموعة نايس موديل أو (Nice modle) وفي المقابل هذا التشتيت قد يكون هو الذي تسبب بالقصف الشديد المتأخر.

## الاستكشافات
في الخامس من سبتمبر 2008 المركبة الفضائية التابعة لوكالة الفضاء الأوروبية روزيتا قامت بزيارة الكويكب ستينس 2867, البيانات المطيافية التي أرسلتها المركبة أكدت أن تركيبة الكويكب بشكل أساسي تتكون من معادن فقيرة بالحديد مثل إنستاتيت , فورستريت , فلدسبار.